# Yuri!!! on Ice
Yuri!!! on Ice (ユーリ!!! on ICE lit. Yuri!!! sobre hielo?) es una serie de anime con base y ambientación en el patinaje artístico sobre hielo. Fue producida por el estudio de animación MAPPA, dirigida por Sayo Yamamoto y escrita por Mitsurō Kubo. El diseño de personajes estuvo a cargo de Tadashi Hiramatsu y la música fue compuesta por Tarō Umebayashi y Taku Matsushiba. Las coreografías fueron coordinadas por el ex-patinador artístico Kenji Miyamoto, quien también realizó rutinas que fueron grabadas y usadas como efectos de sonidos en las escenas de patinaje. El episodio debut se estrenó el 6 de octubre de 2016, mientras que el último se transmitió el 22 de diciembre del mismo año; la serie tuvo un total de doce episodios. En un evento con los actores de voz de la serie en abril de 2017, fue anunciada la realización de una película con historia original. La película se estrenará en 2021 bajo el título de Yuri!!! on Ice Gekijō-ban: Ice Adolescence. Su trama se centra en las relaciones entre el patinador artístico japonés Yuri Katsuki, su ídolo, el campeón de patinaje artístico ruso Victor Nikiforov, y el prometedor patinador ruso Yuri Plisetsky, mientras participan en el Grand Prix, con Victor como entrenador de Yuri K. 
Yuri!!! on Ice ha sido un anime bien recibido tanto en su país de origen como de forma internacional. Ganó tres premios en los Tokyo Anime Awards y siete en los Anime Awards de Crunchyroll. En Japón, la serie fue lanzada en seis volúmenes de Blu-Ray/DVD, con material extra y escenas remasterizadas; todos los lanzamientos alcanzaron el número uno en las listas de Oricon de discos de Animación en Blu-Ray y en DVD respectivamente. Fue la segunda franquicia más exitosa en Japón durante la primera mitad de 2017 y tuvo una gran popularidad en redes sociales como Tumblr, Sina Weibo y Twitter. En esta última recibió más de un millón de tuits, por lo que fue la serie de anime más comentada de la temporada. También atrajo elogios de patinadores de hielo profesionales. 

## Argumento
Luego de una aplastante derrota en la final del Grand Prix, el patinador japonés Yūri Katsuki, de veintitrés años de edad, decide tomarse un descanso temporal en su carrera y regresar a su ciudad natal de Hasetsu, Kyūshū. Al arribar, Yuri visita a su amiga de la infancia, Yūko, en la pista de patinaje local e imita a la perfección una coreografía de alta dificultad de su ídolo: el campeón de patinaje artístico ruso Victor Nikiforov. Cuando su presentación es grabada en secreto por las hijas de Yūko y el video es subido a Internet, este llega a llamar la atención del mismo Victor, impulsándolo a viajar a Japón para convertirse en el entrenador de Yuri y revivir su carrera en el patinaje artístico.
Al enterarse de esta decisión, Yuri Plisetsky —un patinador prodigio ruso de 15 años— viaja a Hasetsu para hacer que Victor cumpla la promesa que le había hecho, anterior al inicio de la serie, de realizar la coreografía de su rutina en su debut en la categoría sénior una vez que ganara el Campeonato Mundial Juvenil. Al darse cuenta de que lo olvidó por completo, Victor hace que los dos Yuri compitan entre ellos para decidir de quién sería entrenador; siendo al final Yuri el ganador del desafío. Yuri P. regresa a Rusia, y ambos Yuri se comprometen a ganar la medalla de oro en el Grand Prix.
Tras este evento, tanto Yuri como Yurio (nombre que le fue dado por la hermana de Yuri para diferenciarlo de este) se dedican a entrenar para clasificar al campeonato Grand Prix y ambos consiguen llegar a la final en Barcelona. En este tiempo, la relación entre Yuri y Victor se vuelve más cercana; Yuri compra dos anillos de oro como símbolo de agradecimiento, lo que lleva a que Victor haga comentarios acerca de que ellos están «comprometidos». En la víspera de la final, Yuri planea renunciar al patinaje para que Victor pueda volver a competir, pero este rechaza la idea, y finalmente acuerdan elegir sus propios caminos cuando el torneo haya concluido. El torneo finaliza con Yurio siendo el ganador de la medalla de oro y Yuri de la medalla de plata. Después de ello, Yuri decide continuar en el patinaje y se muda a San Petersburgo para continuar entrenando junto a Victor y Yurio.

## Producción

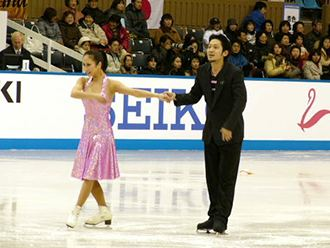
Kenji Miyamoto (derecha), quien coordinó las coreografías del anime.

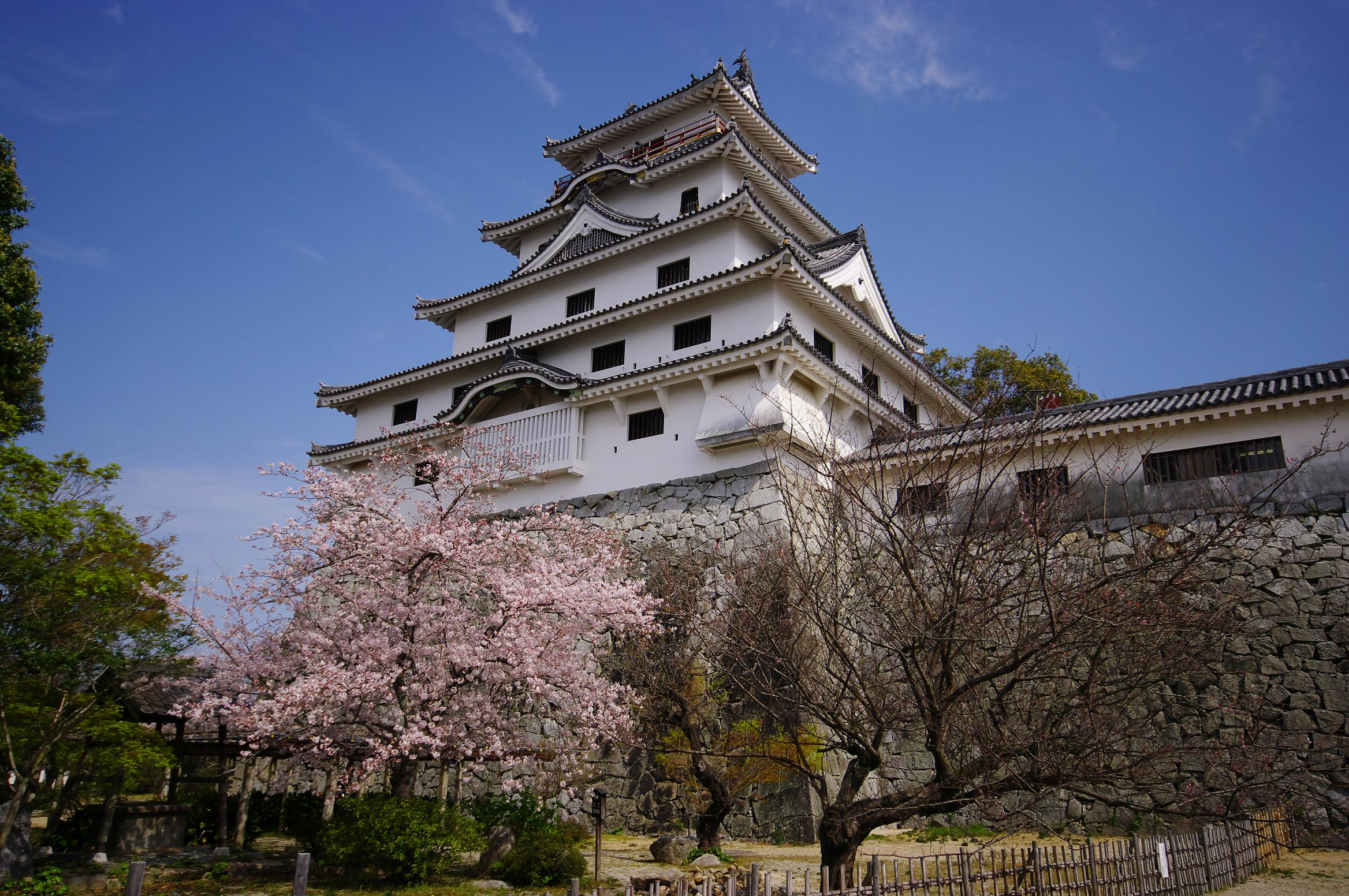
El Castillo de Karatsu, uno de los paisajes más reconocibles en el anime.

La serie se estrenó el 6 de octubre de 2016 por TV Asahi. El anime fue producido por el estudio MAPPA, dirigido por Sayo Yamamoto y escrito por Mitsurō Kubo. Cuenta con diseños de personajes de Tadashi Hiramatsu, música de Tarō Umebayashi y Taku Matsushiba, y coreografías de patinaje artístico realizadas por el ex-patinador Kenji Miyamoto. La serie fue licenciada para su transmisión en Estados Unidos por Crunchyroll, mientras que Funimation transmitió la serie de forma simultánea con Japón. Yuri!!! on Ice fue lanzada en seis volúmenes de Blu-Ray/DVD en Japón. El primer volumen, con los dos primeros episodios, fue lanzado el 30 de diciembre de 2016. Cada uno incluye contenido adicional, tales como folletos, audiocomentarios de producción, diseño de vestuario y videos de coreografías.
La ciudad natal de Yuri Katsuki, Hasetsu, se basa en la ciudad de Karatsu, Saga, mientras que el "Ice Castle Hasetsu" es una pista de patinaje real ubicada en Iizuka, Fukuoka. En diciembre de 2016, la prefectura de Saga anunció el lanzamiento de un proyecto para promover el turismo local mediante la popularidad de la serie. Saga no es la primera prefectura en la cual se ha utilizado la popularidad de una serie para promover el turismo, lo mismo ocurrió en Iwami, Tottori, ciudad en la que se basa el anime Free! De acuerdo con Akinori Kawakami, presidente de la asociación Connect Hasetsu and Karatsu, un número de veinte a treinta personas visitan Karatsu todos los días atraídas por el anime. En mayo de 2017, Yuri!!! on Ice atrajo unos 20.000 turistas de 27 países diferentes a Karatsu. El 22 de febrero de 2017, el periódico Nikkan Sports presentó una ilustración colaborativa que representa a Yuri, Yurio y Victor apoyando al club de fútbol de Sagan Tosu, con base en la prefectura de Saga.
De acuerdo a un estudio de Sakura Blog, la serie requirió más animadores que cualquier otra serie de anime durante la temporada de otoño de 2016; un promedio de 48.5 animadores por episodio, cinco más que Flip Flappers (que ocupó el segundo lugar). En los primeros episodios de la serie, un animador diferente se encargaba de cada personaje, lo cual implica que el estilo de cada personaje al patinar se diferencia de los demás. En las escenas de patinaje, los efectos de sonido fueron cambiados para coincidir con cada lugar, de acuerdo con la capacidad del edificio y la capacidad para la audiencia. Los sonidos del patinaje para cada secuencia fueron grabados por separado. Los sonidos usados no fueron tomados directamente de eventos de patinaje real para las secuencias porque cada parte suena diferente. Asimismo, no se empleó ninguna grabación de patinadores profesionales porque normalmente la música en los programas aminora los sonidos, por lo tanto los sonidos usados fueron grabados y ejecutados por el coreógrafo de la serie Miyamoto, y cada secuencia de patinaje es única en el programa.

### Música
El tema de apertura es History Maker interpretado por Dean Fujioka, mientras que el de cierre es You Only Live Once de Wataru Hatano; ambos temas fueron lanzados como sencillos. Un CD recopilatorio titulado Oh! SkaTra!!! Yuri!!! on ICE, que cuenta con las 24 canciones originales del anime fue lanzado el 21 de diciembre de 2016. La canción de inserción «Yuri On Ice» fue incluida en Piano Solo Chū Jōkyū Figure Skate Meikyoku-shū ~Hyōyō ni Hibiku Melody~ 2016-2017, un libro de piano lanzado el 21 de enero de 2017 con música usada por patinadores artísticos (incluyendo Mao Asada y Yuzuru Hanyu). Fue la única canción de anime en el lanzamiento del libro. También se lanzó un álbum del soundtrack del programa el 28 de junio de 2017. En un evento en el que se celebraba a la serie, llamado Yuri!!! on Stage, se anunció que se había encargado la producción de una película. Esta película no será una compilación de la serie.

## Recepción
La serie recibió en su mayoría reseñas positivas por parte de la crítica y patinadores artísticos profesionales. Cinco de nueve críticos de Anime News Network nombraron a Yuri!!! on Ice el mejor programa de la temporada. En julio de 2017, la serie fue nombrada por Eleanor Bley Griffiths de Radio Times como una de las mejores series de anime disponibles en el Reino Unido. Yuri!!! on Ice también ha sido bien recibido por numerosos patinadores profesionales, tales como Johnny Weir, Evgenia Medvedeva, Denis Ten, Evgeni Plushenko y Masato Kimura, e incluyó los cameos especiales de los patinadores Stéphane Lambiel y Nobunari Oda. Weir dijo en una entrevista que «rompí mi regla de un episodio por día porque físicamente no podía dejar de verla«. La última escena del décimo episodio, cuando Yuri K. bailó en la barra ebrio, también fue elogiado por bailarines de barra profesionales por su exactitud.
Yuri!!! on Ice también ha sido elogiada por su dirección. Los críticos comentaron sobre la variedad de personajes introducidos por Sayo Yamamoto. Brandon Teteruck de Crunchyroll comentó que «Yamamoto está elaborando sutilmente un trabajo que abarca diversidad y aceptación cultural. Yamamoto no caracteriza a los patinadores extranjeros como estereotipos étnicos, sino que les permite actuar y comportarse como ellos mismos». Teteruck también reivindica que Yamamoto subvierte las representaciones tradicionales de género, sexualidad y nacionalidad, resaltando una escena en el sexto episodio en la cual el patinador tailandés, Phichit Chulanont, patina con una pieza musical que hace referencia a El rey y yo, de la cual la versión de 1956 y 1999 de la película estaban prohibidas en Tailandia. Sin embargo, la trama fue criticada por ser repetitiva. Los personajes han recibido comentarios positivos, principalmente sobre la relación entre Yuri K. y Víctor. Los críticos han alabado al personaje de Yuri K. por ser una representación realista de alguien que sufre de ansiedad y como, «un libro ejemplo de un narrador no fiable». Otros personajes también fueron elogiados por James Beckett de Anime News Network, quien nombró a Yuri P. uno de los mejores personajes de anime del 2016.
La calidad de la animación tuvo una recepción mixta. En los primeros episodios fue alabada por Clover Harker de UK Anime Network, quien dijo que era «impresionante». Kevin Cirugeda de Anime News Network, comentó que el diseñador de los personajes, Tadashi Hiramatsu, era capaz de «hacer que se sienta nuevo, pero también extrañamente como una reminiscencia del pasado», comparando la serie con FLCL. Sin embargo, en episodios posteriores hubo duras críticas sobre la animación de las rutinas de patinaje, describiéndola algunos como «a veces doloroso, o tal vez vergonzoso de ver», mientras otros dijeron que las fallas en la animación eran culpa de la ambición de Yamamoto. La música también obtuvo comentarios positivos, especialmente el tema de apertura de la serie, «History Maker». Ian Wolf de Anime UK News comentó sobre su conmovedor tema; el uso del inglés conecta al programa un sentimiento internacional; y el uso de instrumentos musicales inusuales como el xilófono en la introducción y un compás de 6/8, sin duda hacen de la canción un vals rápido y, por tanto, un baile similar al ballet.

### Premios
En la edición inaugural de los The Anime Awards de Crunchyroll, que se basan en el voto popular en línea, Yuri!!! on Ice ganó en todas las categorías en las que estaba nominada, las cuales fueron «Mejor personaje masculino» (Yuri K.), «Mejor animación», «Escena más encantadora» (escena del beso en el episodio siete),«Mejor pareja» (Yuri K. y Víctor), «Mejor tema de apertura», «Mejor tema de cierre» y «Anime del año». Sin embargo, algunos usuarios del sitio comentaron que el programa ganó premios que no merecía, notablemente el premio a mejor animación, y acusaron a los fanáticos de la serie de haber arreglado a su favor la votación. Mientras que otros defendieron la premiación, declarando que no existían evidencias para probar dichas acusaciones. Crunchyroll declaró en su Twitter que habían empleado fuertes métodos para evitar trampa por parte de los fanáticos. Kun Gao, gerente general y fundador de Crunchyroll, escribió que «estamos sorprendidos de que Yuri!!! on Ice ha cautivado tanto a los fanáticos apasionados del anime como otros espectadores que fueron introducidos a este, y somos privilegiados de tener la oportunidad de distribuir esta asombrosa propiedad a muchos espectadores fuera de Japón».
En el Tokyo Anime Award Festival en 2017, Yuri!!! on Ice ganó el Tokyo Anime Award a la animación del año y la encuesta de fanáticos Anime Fan Award. El diseñador de personajes, Tadashi Hiramatsu, ganó el premio a mejor animador. En los Japan Character Awards de 2017 presentados por la Character Brand Licensing Association (CBLA), la serie ganó el premio al Japan Character Grand Prize New Face Award. La CBLA otorgó el premio al programa por abordar un tema inusual como el patinaje artístico, y hacerlo interesante y atractivo a la audiencia, especialmente a mujeres, y predijo que la serie «puede continuar creciendo a nivel global».

### Popularidad
El anime ha atraído a una gran cantidad de fanáticos en línea. De acuerdo al contenido e información sobre análisis de tendencias de la compañía Kadokawa Ascii Research Laboratories, Yuri!!! on Ice fue el anime más tuiteado de la temporada (recolectando 1,440,596 tuits), más de un millón de tuits que su serie rival, Haikyū!!, la cual apenas tuvo 348,109 tuits. En China, el sitio web Sina Weibo tuvo 130,000 publicaciones con la etiqueta Yuri!!! on Ice, contando con más de dos billones de vistas. Además, desde que Tumblr comenzó a incluir anime y manga en sus estadísticas, Tumblr Fandometrics dio a conocer que Yuri!!! on Ice fue el anime más comentado en su sitio web desde el 1 de mayo de 2017. También fue el cuarto anime más comentado en Tumblr en 2016.
Yuri!!! on Ice fue calificado como el anime N°1 en Crunchyroll en Polonia, República Checa, Sierra Leona, Burkina Faso, Malaui, Botsuana, Taiwán, Filipinas, Vietnam, Laos y Singapur; el anime más popular en todos los países por medio de Crunchyroll fue Re:Zero. Yuri!!! on Ice fue uno de los tres animes más vistos en Crunchyroll, siendo los otros Diamond Is Unbreakable y la tercera temporada de Sailor Moon Crystal. También fue nombrada como la serie que «muy probablemente sería vista tras una hora de su lanzamiento». Una encuesta de 306,568 de encuestadores del servicio de video-hosting Niconico encontró que Yuri!!! on Ice fue la cuarta serie de anime de TV más popular del año y en general, la más popular entre las mujeres, que representaban el 34% de los encuestados. En el Tokyo Anime Award Festival se llevó a cabo una encuesta en línea para construir una lista de los top 100 animes (10 películas y 90 series de TV) del año, en la que Yuri!!! on Ice encabezó la lista de series de TV con 64,774 votos de 480,004. Posteriormente ganó el Anime Fan Award en dicho festival, con base en una segunda encuesta para las fanáticos con los 100 nominados.
En una encuesta de 19,560 lectores para el Mejor Anime de 2016 hecha por Anime News Network Yuri!!! on Ice terminó primero con 7,400 votos (37.8% del total). Una encuesta de top-100 de usuarios del sitio web japonés 2channel nombró a Yuri on Ice el décimo mejor anime de 2016. Una encuesta de la operadora de telefonía celular NTT Docomo de 4,800 usuarios nombraron a Yuri!!! on Ice el «anime de TV favorito de 2016» y la serie «más moe», mientras que otra encuesta hecha por la misma compañía reveló que el décimo episodio fue el octavo episodio «Swimsuit» más popular de anime, elegido por mujeres. Una encuesta de 941 participantes en el sitio web japonés de noticias de anime, AnimeAnime, nombró a Yuri!!! on Ice como el mejor anime de la temporada de otoño de 2016. Recibiendo el 20% del voto femenino, fue el octavo programa más popular entre los hombres. Una encuesta de Akiba Souken nombró a la serie la más satisfactoria del otoño de 2016. Otra encuesta realizada por la revista Animage sobre los mejores 100 personajes de anime de 2016 le otorgó el primer lugar a Víctor, el segundo a Yuri K. y el sexto a Yuri P. De acuerdo a una encuesta de Charapedia, Víctor fue el cuarto personaje de anime más atractivo de 2016; Yuri K. terminó en la duodécima posición y Yuri P. en la decimonovena. En una encuesta de Anime News Network en la que se preguntó a las personas a qué personajes masculinos de anime les darían chocolates del Día de San Valentín, Víctor ocupó la primera posición mientras que Yuri K. obtuvo la segunda. Otra encuesta reportó que las mujeres consideraban que el primer y el cuarto episodio de la serie eran los mejores episodios ambientados en aguas termales, mientras que una encuesta diferente de Anime News Network publicó que el primer episodio era el mejor episodio ambientado en aguas termales.
Hay más de 20 eventos dōjinshi en Japón dedicados a Yuri!!! on Ice para 2017. El 11 de febrero se llevó a cabo en el cine TOHO, en Roppongi Hills, una proyección de la serie durante toda la noche y una entrevista con la escritora Mitsuro Kubo y los actores de voz Toshiyuki Toyonaga, Jun'ichi Suwabe y Kōki Uchiyama (voces de Yuri K., Víctor y Yuri P., respectivamente). Este evento fue transmitido en vivo en 47 cines de Japón. Se hizo una proyección de los primeros tres episodios en el Tokyo Anime Award Festival el 11 de marzo de 2017 en Cinema Sunshine en Ikebukuro, Tokio. El anime ha sido aludido, y también tuvo referencias de animaciones y cómics occidentales. En la serie animada South Park, en el episodio "El fin de la serialización tal como la conocemos", el historial de búsqueda de Ike Broflovski indica que había buscado el programa. El décimo segundo episodio de Yuri!!! on Ice incluye un flashback en el que un pequeño J.J. Leroy está vestido como el personaje Eric Cartman de South Park. Yuri!!! on Ice también fue mencionado en el cómic de Steven Universe de Melanie Gillman y Katy Farina: en el cuarto volumen, Yuri K., Yuri P., Víctor y Otabek Altin son representados visitando una feria medieval en Ciudad Playa. También se han establecido dos cafeterías temáticas sobre la serie en Tokio: la primera fue creada en diciembre de 2016 en Ikebukuro, y la segunda se estableció en mayo de 2017 en Shibuya, y se planea que funcione hasta el 2 de julio de 2017.

### Ventas
Las ventas de Yuri!!! on Ice han sido altas. Fue la segunda franquicia más exitosa en la primera mitad del 2017 en Japón, recaudando ¥3,262,936,824 por las ventas de videos y lanzamientos musicales. La serie fue lanzada en seis volúmenes en Blu-Ray y DVD en Japón, alcanzando cada una las primeras posiciones de las listas de ventas de Oricon. La primera edición de Blu-Ray de Yuri!!! on Ice se mantuvo en la primera posición de la lista de discos Blu-Ray de Animación de Oricon por dos semanas, y fue la número dos en la clasificación general de discos Blu-Ray de Oricon, por detrás de Clip! SMAP! Complete Singles de SMAP. La primera edición en DVD estuvo en la primera posición de la lista de discos DVD de Animación de Oricon, superando a las ediciones limitadas y estándar de One Piece Film: Gold, y fue número dos en la clasificación general de discos DVD de Oricon. El segundo volumen, tanto en Blu-Ray como en DVD, también se mantuvo en la primera posición de las listas de Oricon por dos semanas. La tercera colección, en ambos formatos, también estuvo en la primera posición de las listas de Oricon, estando la edición en DVD en dicha ubicación por dos semanas, y la edición en Blu-Ray por una semana. La cuarta colección en Blu-Ray y DVD se mantuvo en las listas por una semana. La quinta edición se mantuvo en el n.º 1 en la lista de Blu-Ray de Oricon por dos semanas y en la lista de DVD por una semana. El sexto lanzamiento en DVD y Blu-Ray fue promocionado con una escena borrada de la serie que incluía a Yuri P. y Otabek patinando en el evento de exhibición de Barcelona, que en la emisión original solo mostraba a Yuri K. y a Víctor patinando en el evento, los lanzamientos de este volumen, en ambos formatos, también estuvieron en la primera posición de las listas de Oricon. Para la primera mitad de 2017, Yuri!!! on Ice tuvo las más altas ventas combinadas de Blu-Ray y DVD de una serie animada en Japón.
La canción del tema de apertura, History Maker por Dean Fujioka, alcanzó el número 43 de la lista Billboard Japan Hot 100, la cual fue nombrada como el mejor tema de apertura por cuatro de ocho críticos de AnimeNewsNetwork. y recibió el premio a la Mejor Apertura en los Anime Awards de 2016. El tema de cierre, You Only Live Once de Wataru Hatano, alcanzó la posición 11 de la Billboard Japan Hot 100 y recibió el premio al Mejor Cierre en los Anime Awards de 2016. Además, el disco de la banda sonora  Oh! SkaTra!!! Yuri!!! on ICE, fue número 3 en la lista Oricon CD la primera semana de ventas y ocupó la primera posición de la lista Oricon Digital Álbum. El álbum también se convirtió en el CD de anime más vendido en las listas de Oricon para la primera mitad del 2017.

## Representación LGBT

### Elogios
Yuri!!! on Ice fue elogiado por incluir una relación románica del mismo sexo entre Yuri K. y Víctor. Entre los momentos más resaltados por los críticos están un aparente beso en el séptimo episodio, un intercambio de anillos de oro (indicando un matrimonio o compromiso) en el décimo episodio, y las lágrimas de Víctor cuando Yuri K. sugiere que terminen su relación en el décimo segundo episodio. El intercambio de anillos entre Yuri K. y Víctor en el décimo episodio se considera la primera vez que tal relación ha sido representada en una serie de anime. De acuerdo con Gabriella Ekens de Anime News Network, «Yuri!!! on Ice representa un compromiso sincero y sin complicaciones entre dos hombres, algo sin precedentes en el anime. No ha habido siquiera un verdadero matrimonio gay en Japón, por lo que este espectáculo está representando algo que no es legalmente posible en su país de origen».
Yuri!!! on Ice ha señalado la homofobia en el patinaje artístico y en otras áreas. El séptimo episodio incluye un flashback en el cual Víctor, aún un adolescente, realiza una presentación en un traje basado en los usados por el patinador artístico abiertamente gay Johnny Weir, quien sufrió comentarios homofóbicos durante toda su carrera. Weir declaró en una entrevista con The Geekiary:

«Pienso que todas las representaciones positivas de temas LGBT en el deporte son buenas. Desafortunadamente, la mayoría de las personas que controlan el mundo del patinaje son conservadoras y con una mentalidad más orientada a los negocios. Creo que muchos de ellos, aunque probablemente aprecian y aman el arte y el deporte, están más interesados en la parte negociable de las cosas o en el poder. No sé si Yuri!!! on Ice será capaz de cambiar la percepción de los atletas gay de un hombre de negocios de 60 años, pero soy de los que piensan que cada contribución ayuda».

El final de la serie incluye una escena en la que Yuri K. y Víctor patinan juntos en un evento de exhibición; algo que no ha ocurrido en competiciones en la vida real. Los críticos han notado que la serie representa dos personajes de países con problemas respecto a los derechos LGBT.
Yuri!!! on Ice se diferencia de otros animes que tratan sobre relaciones del mismo sexo, tales como el yaoi y yuri. Carli Velocci de Geek.com mencionó que:

«Su relación existe en un punto más allá de cualquier sexualidad, lo que significa que no cae en las mismas trampas que muchas relaciones yaoi y yuri (...) Aunque no es el primer anime que representa una pareja del mismo sexo, es uno de los primeros en presentar una historia que no es estrictamente sexual y es mutua. Yuri y Víctor se complementan, pero ambos también admiten que han crecido como personas gracias a la presencia del otro. La equidad en su relación es revolucionaria, incluso cuando no fue la primera en representarlo. Se puede asignar la etiqueta "seme" o "uke" pero al tratarse de su unión psicológica, es más igual (...) Yuri y Víctor no son solo otra pareja gay de anime. Son casi reales».

Una reseña en Otaku USA ha argumentado que los patinadores toman una apariencia andrógina cuando se presentan, mencionando que: 

«Los principales intérpretes a menudo toman una apariencia andrógina para alimentar la sustancia del programa. La evolución de Yuri en cuanto a su confianza y capacidad está en el centro de la trama, pero el corazón reside en la exploración de Yuri de su lado femenino a través de la expresión de sus emociones (...) Los roles de género son aún más explorados a través de las líneas de ánimo de Víctor hacia Yuri que, al menos en las traducciones, implican tanto una dirección en el patinaje como una sugerencia romántica».

### Críticas
La relación también ha sido criticada como irreal, debido a que Yuri y Víctor no recibieron el abuso homofóbico que hubiesen recibido en la vida real. Otros han dicho que algunos espectadores se negaron a reconocer la relación porque la homosexualidad en la serie no era explícita. Aunque el «beso» es ocultado por el brazo de Víctor, es implícito. Cecilia D'Anastasio de Kotaku preguntó por qué el «beso» fue censurado cuando otros animes, tales como Shin Sekai Yori, han representado besos entre personas del mismo sexo. Algunos críticos como Amelia Cook de Anime Feminist, atacó la falta de reconocimiento de la relación sin pruebas sólidas: "el brazo de Víctor ocultando la parte en la que sus labios se encuentran con los de Yuri no puede ser una decisión artística; o los vemos besarse o no hay beso. ¿En desacuerdo? Pruébenlo. No importa que ocultar el beso es completamente consistente con la narración del programa hasta ahora, dejando vacíos de información deliberadamente e invitando a los espectadores a leer entre líneas. Fotos o no sucedió".
Wolf de Anime UK News, originalmente comentó que está «99.999% seguro de que el beso ocurrió, pero ese 0.001% me está molestando. No quiero guiarme por lo que dicen los demás, quiero ver lo que en realidad está sucediendo y compartir la reacción de los personajes al mismo tiempo que ellos». Sin embargo, para el décimo segundo episodio, dijo que la escena en la que Víctor llora era la prueba que quería; «si el beso es la chispa inicial, y los anillos son la señal visible de amor, entonces las lágrimas son prueba de que no quieres que termine. He dicho todo el tiempo que lo quería era texto en lugar de subtexto – pero al final, creo que el subtexto en realidad valió la pena».

## Controversia deLove on Ice
En enero de 2017, Hallmark Channel anunció el lanzamiento de una película para televisión titulada Love on Ice, la cual cuenta la relación entre una patinadora artística que atraviesa un momento difícil en su carrera y en su nuevo entrenador. El filme fue visto por algunos fanáticos de Yuri!!! on Ice como plagio debido a las similitudes en el argumento, y Hallmark fue acusado de haber hecho heterosexual la relación entre Yuri K. y Víctor deliberadamente. A raíz de estos acontecimientos, los fanáticos de la serie publicaron una petición en Change.org, demandando una explicación por las semejanzas entre las dos historias. Las semejanzas en las historias fueron aparentemente una coincidencia debido a que la filmación de Love on Ice comenzó a principios de noviembre de 2016 (casi un mes después de que se comenzara a transmitir Yuri!!! on Ice).
De acuerdo a Hallmark, ninguno de los involucrados en la producción de Love on Ice conocía Yuri!!! on Ice. Mitsurō Kubo publicó en su Twitter que creía que las similitudes eran una coincidencia, mientras que el creador de la petición de Change.org posteriormente reconoció que Love on Ice no era plagio.